# Oreodera canotogata
Oreodera canotogata là một loài bọ cánh cứng trong họ Cerambycidae.